# Parc de Pålsund
Le parc de Pålsund (en suédois : Pålsundsparken) est un parc du quartier de Södermalm à Stockholm en Suède.

## Description
Le parc de Pålsund est un parc long et étroit, parallèle à la rue Söder Mälarstrand près de Långholmen et Pålsundet.
Pålsundsparken s'étend sur environ 1 000 mètres d'Eolsgatan à Reimersholmsbron.

## Histoire
La construction du parc a commencé en 1911 et les travaux n'ont été achevés qu'en 1932. Les travaux ont commencé dans les parties les plus à l'est du parc, puis se sont poursuivis au cours des années suivantes dans la zone autour de la carrière au nord de Pålsundsberget, la « grotte ».
La carrière a été créée en 1830 pour la production des pavés de la ville.
En 1846, 24 prisonniers de la prison de Långholmen y travaillaient. La pierre a été dynamitée et transportée à la prison, où elle a été transformée en pavés par les prisonniers. Des traces de l'exploitation de la carrière sont encore visibles aujourd'hui.
En 1913, une quarantaine de bouleaux, plus de 400 plantes ornementales et 160 conifères ont été plantés, et l'année suivante, de l'herbe a été semée dans la zone entre la « grotte » et Pålsundsgatan. Dans les années 1916-1917 et 1919-1920, le rivage le long de Pålsundet entre Pålsundsbron et Långholmsbron a été renforcé. En 1923, un escalier en pierre a été achevé depuis Eolsgatan jusqu'à Söder Mälarstrand. Un jardin fleuri avec des sièges a également été construit à l'intersection de Heleneborgsgatan et Långholmsgatan en 1942.
Dans les années 1910, le parc s'appelait Heleneborgsparken, un nom qui a été conservé jusqu'en 1933, date à laquelle il a été changé en Pålsundsparken. Plus tard, la zone du parc à l'ouest du Västerbron a également été incluse dans le concept de Pålsundsparken.
Lasse i Parken gère un café d'été à Pålsundsparken depuis 1987. L'entreprise est installée dans un bâtiment de 1730, à l'origine une ancienne ferme qui a également servi de taverne, de café à bière et de garderie, entre autres.
La coll7ne Pålsundsberget est située dans la partie centrale du parc, entre Söder Mälarstrand et les propriétés Heleneborgsgatan 10 et 12. La colline fait officiellement partie de Pålsundsparken. Le 6 novembre 1997, le conseil administratif du comté a décidé que Pålsundsberget serait légalement protégé en tant que monument naturel en raison de ses valeurs naturelles géologiques et botaniques. La montagne est l’un des deux monuments naturels de la ville de Stockholm. Le deuxième est un bloc erratique à Vårberg.

## Galerie

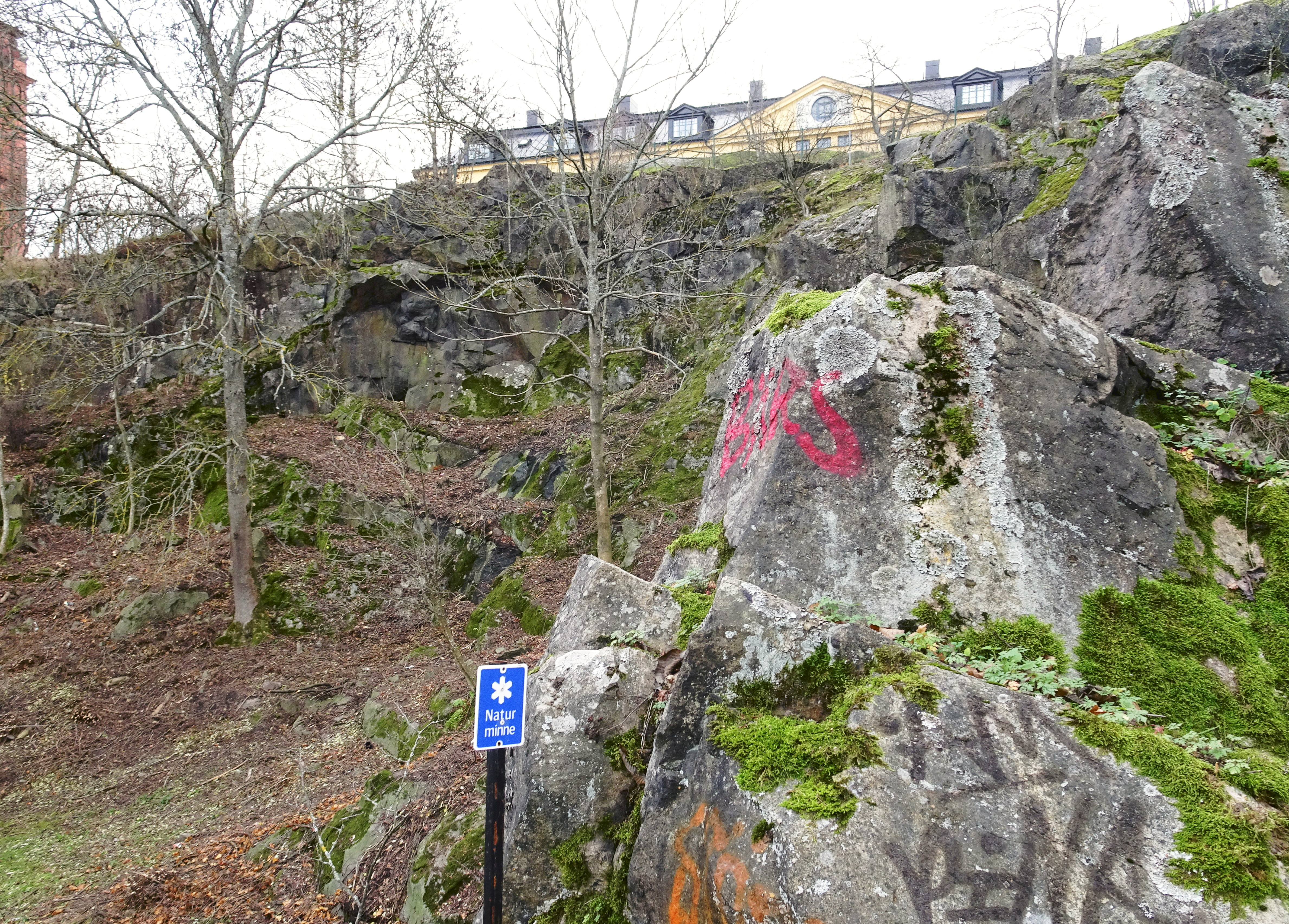
Pålsundsberget.
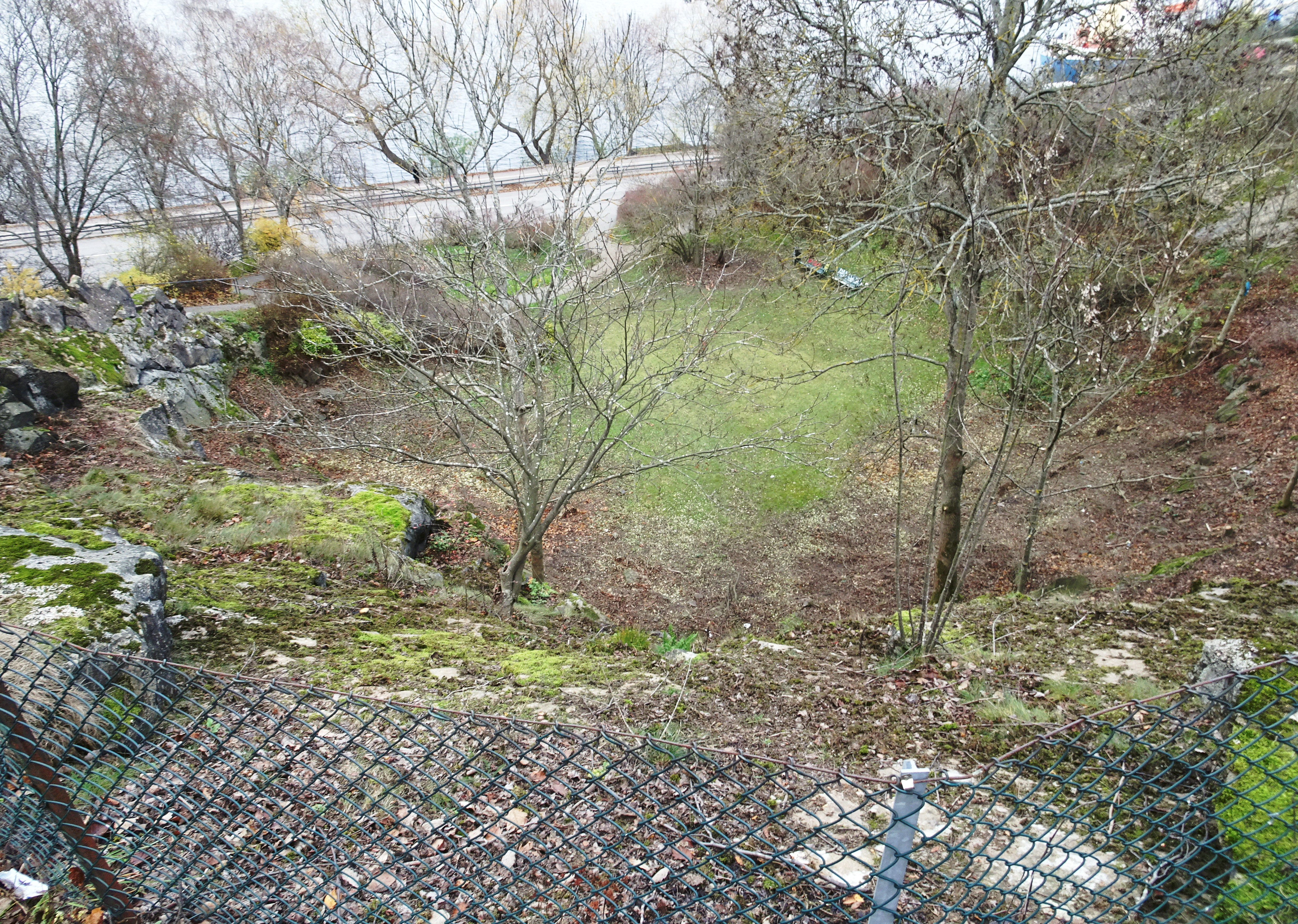
Pålsundsberget.
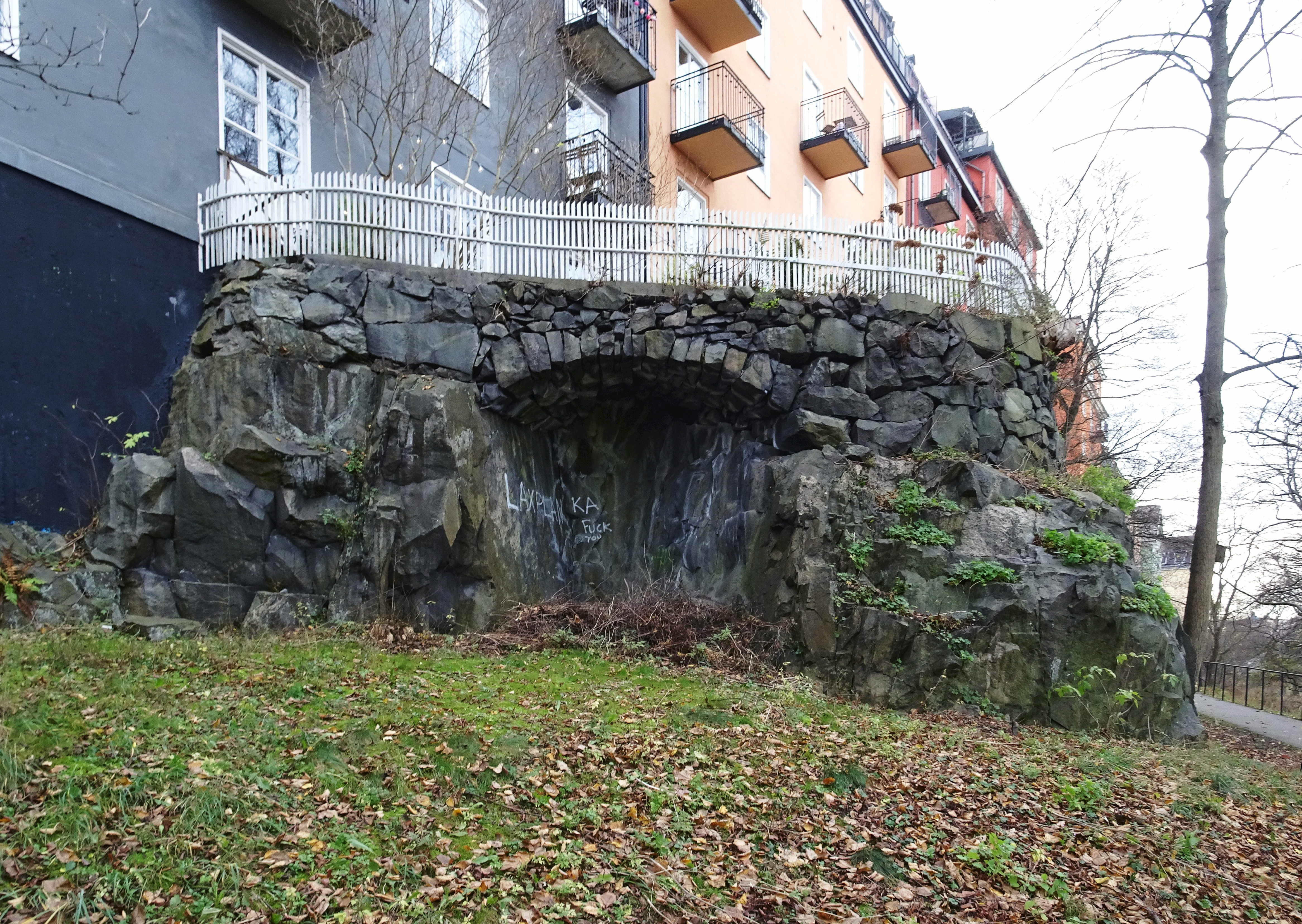
La grotte.
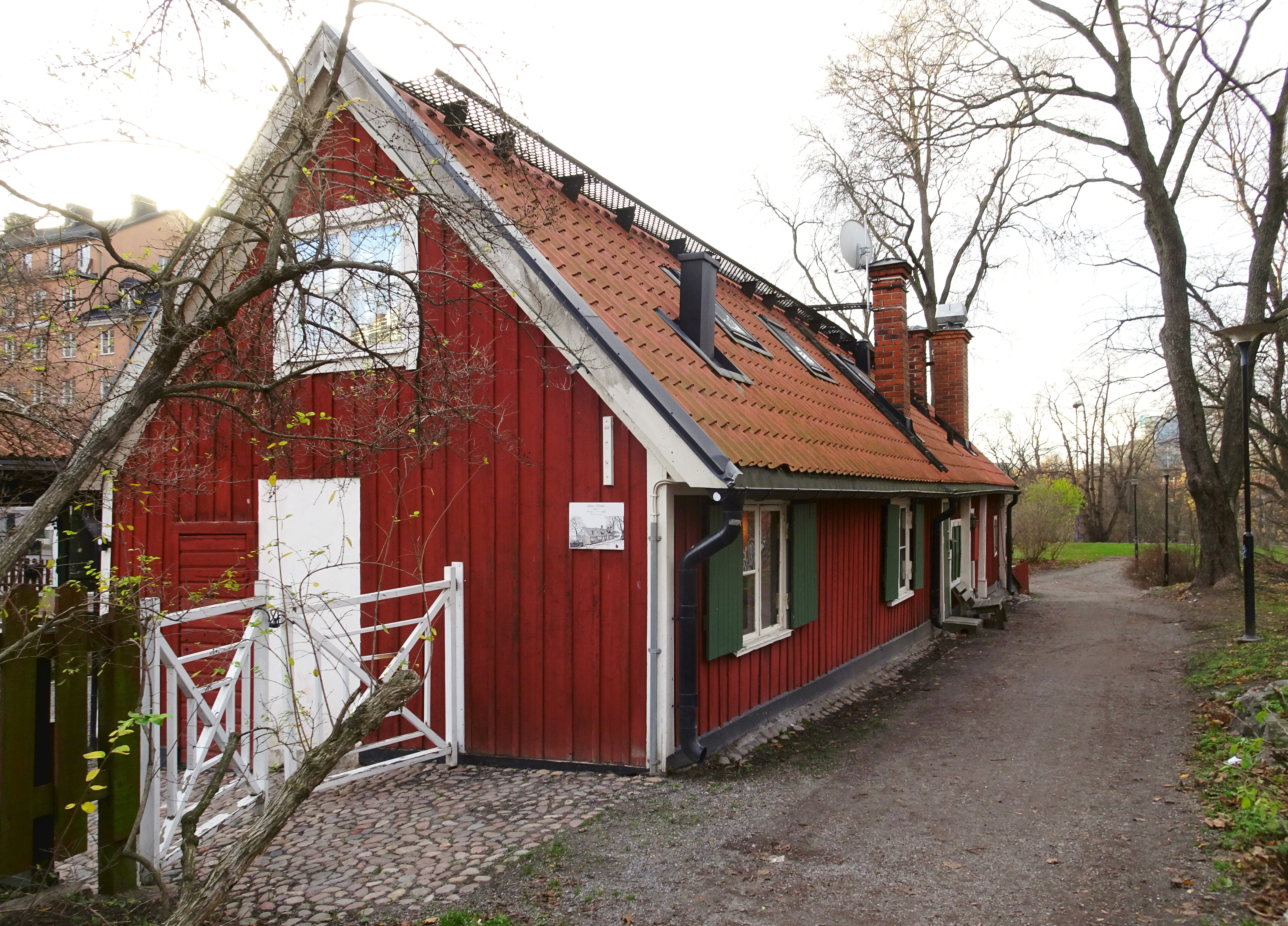
Café  Lasse i Parken.

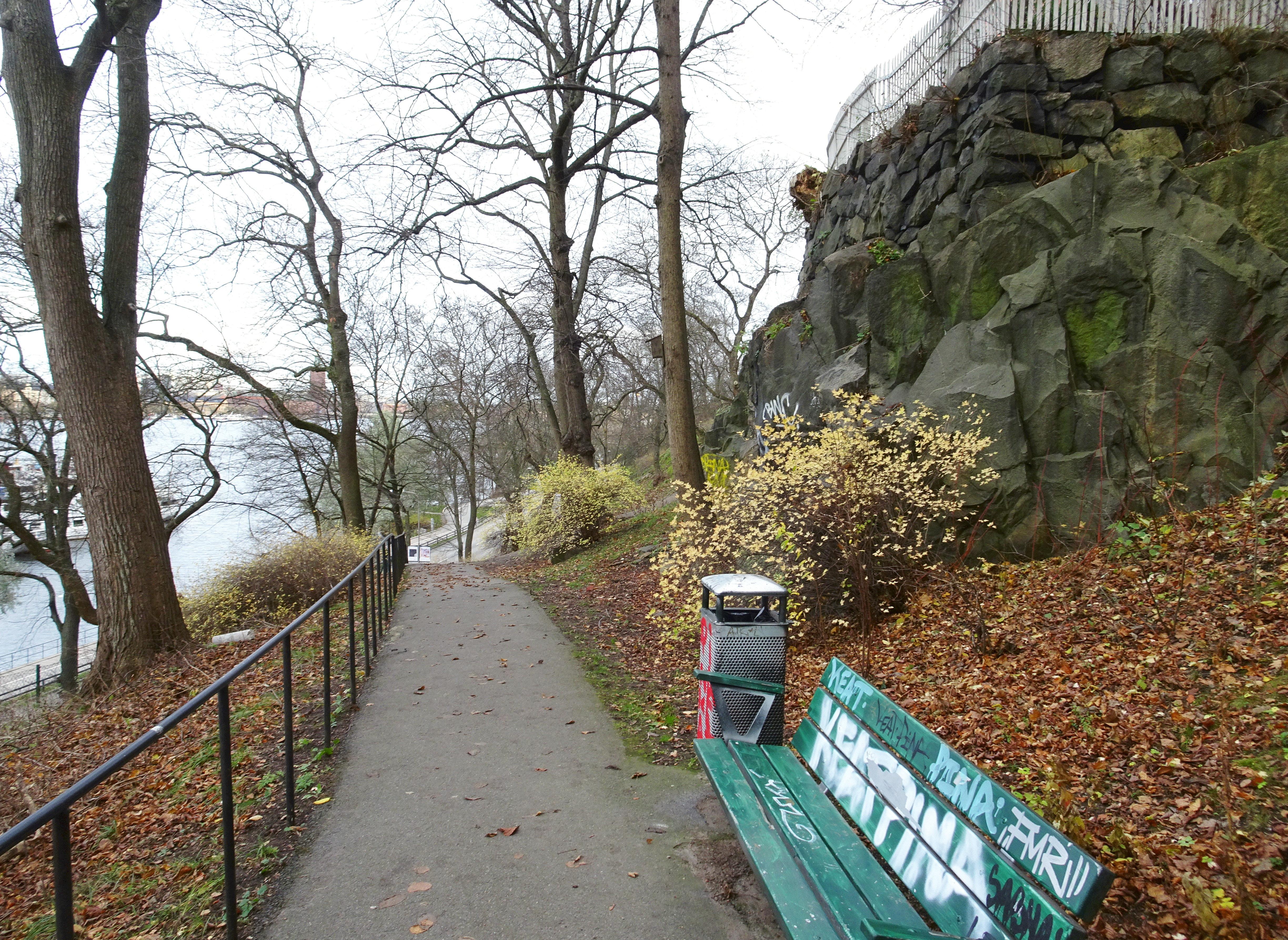
Sentier de randonnée.
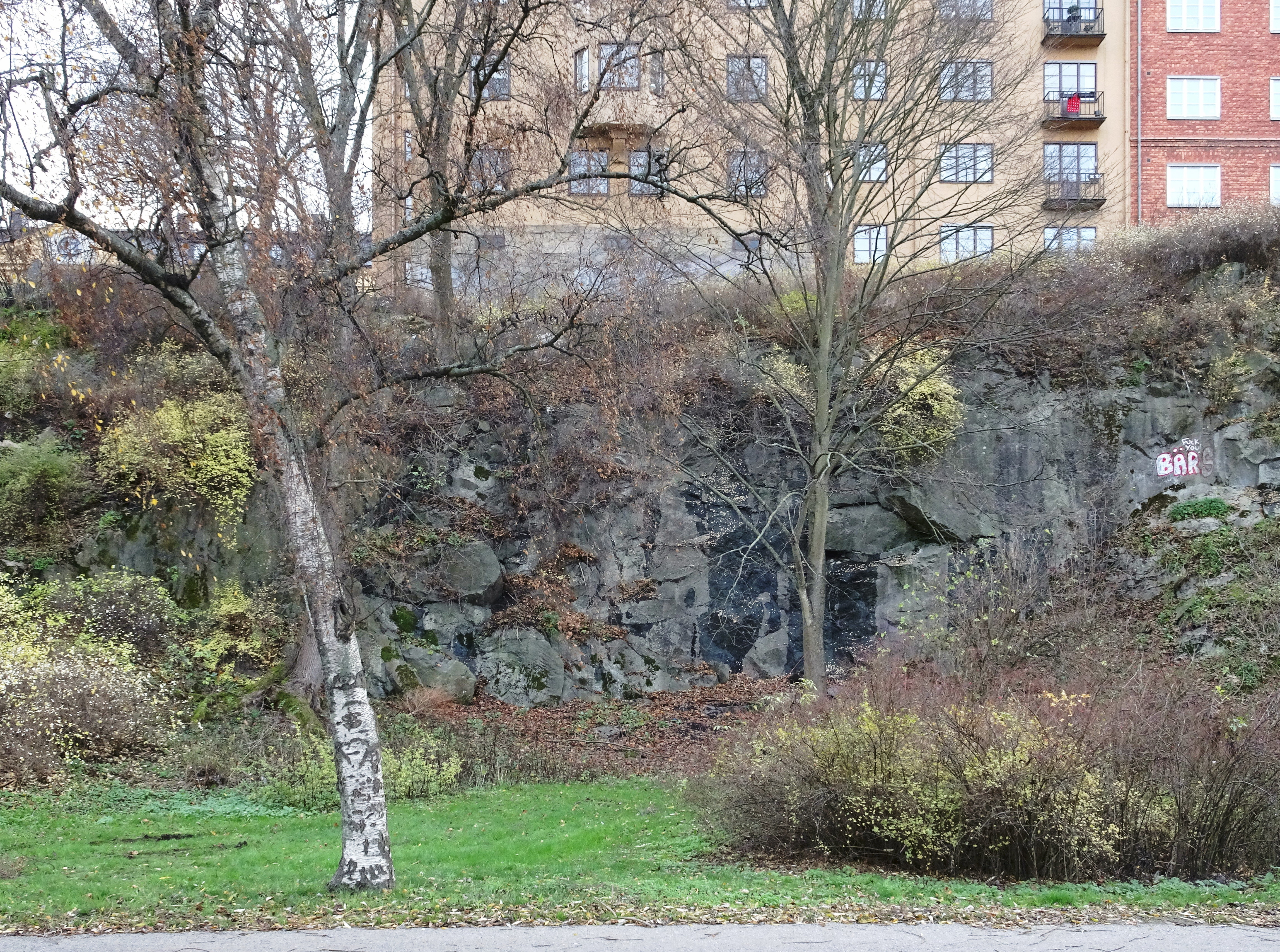
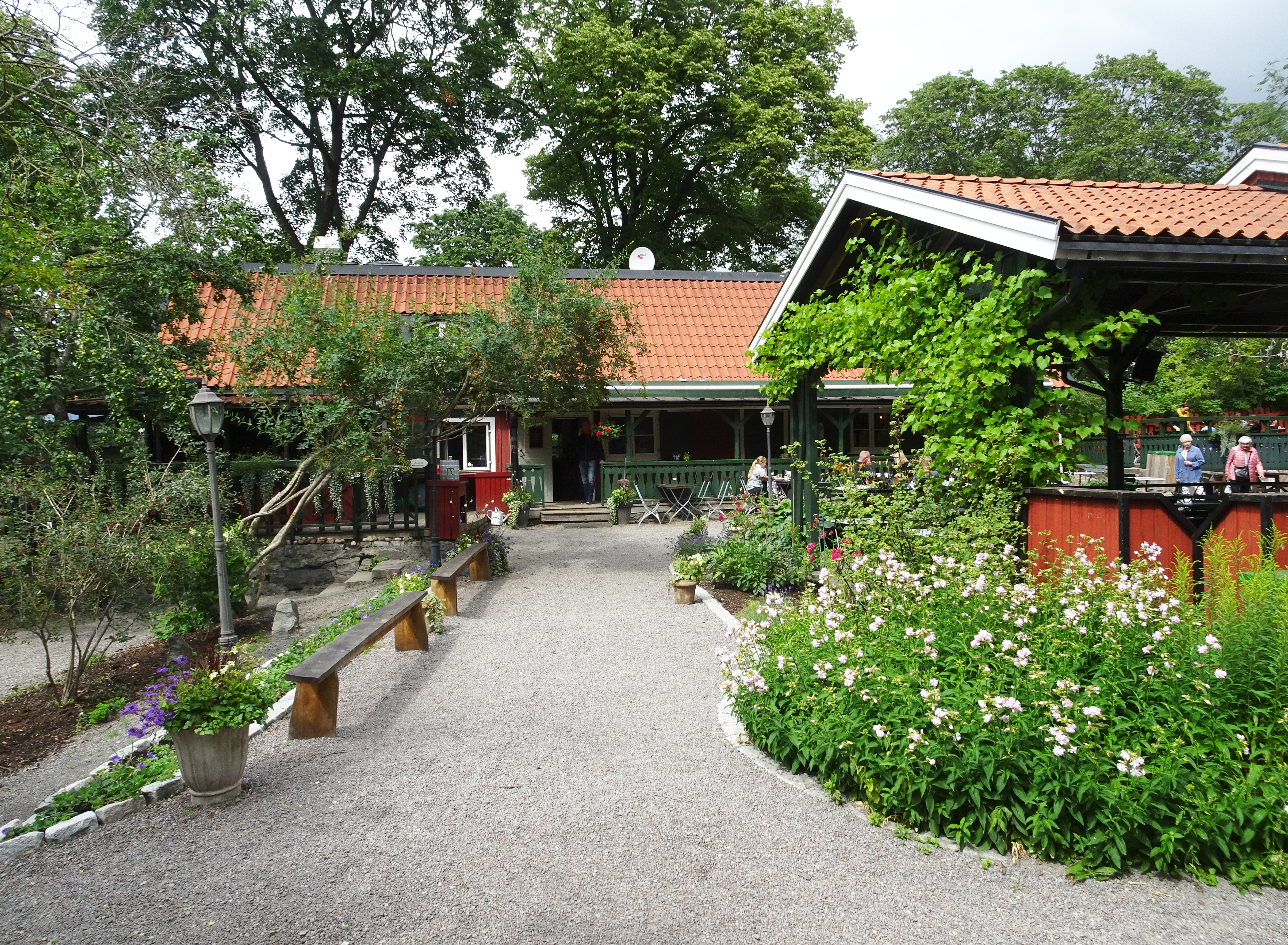
Café  Lasse i Parken.
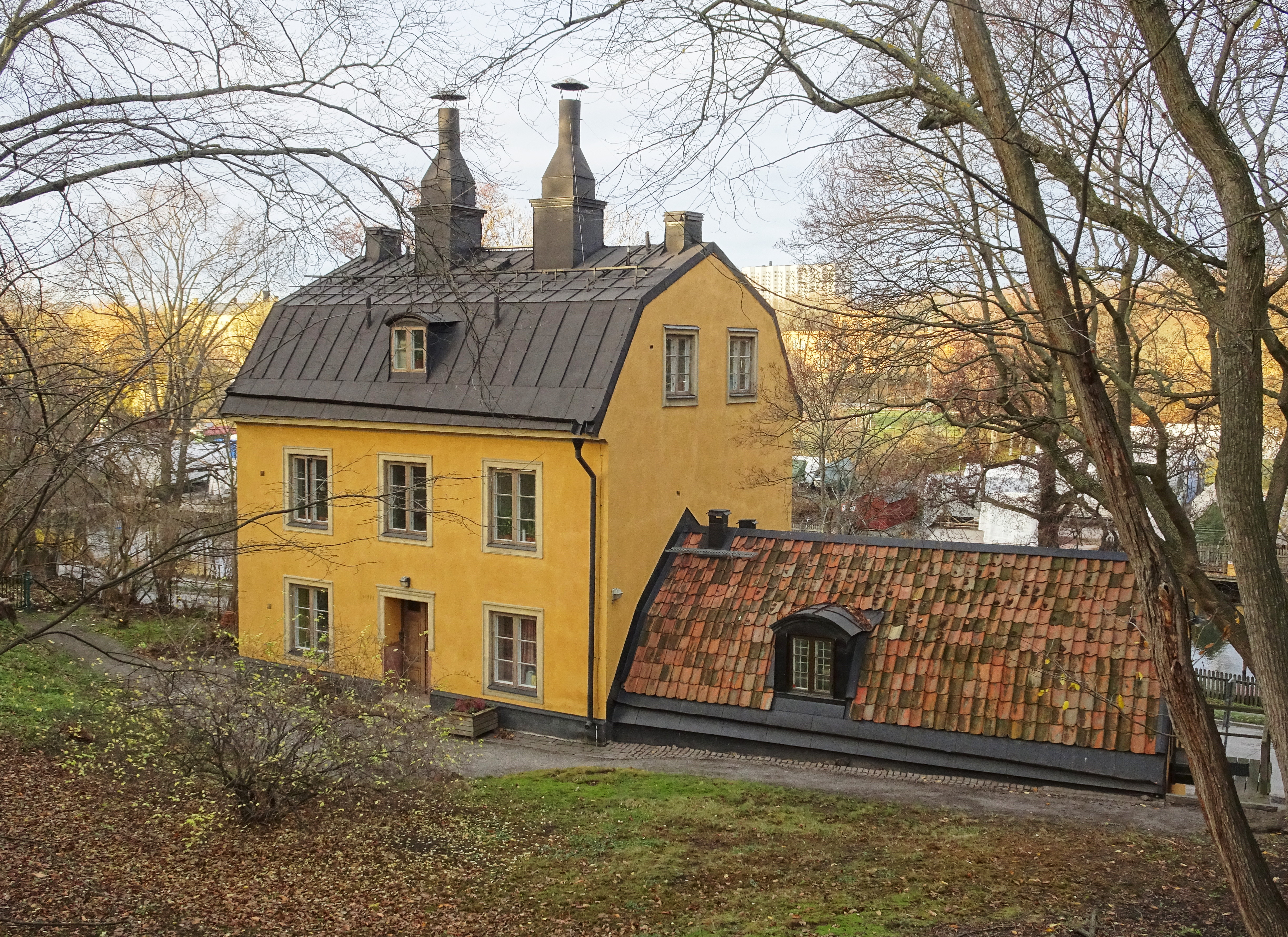
La propriété Lorensberg 1.